# USS Sailfish (SS-192)
USS Sailfish (SS-192), poprzednio USS Squalus (SS-192) – amerykański okręt podwodny typu Sargo, zwodowany 14 września 1938 w Portsmouth Naval Shipyard. Jednostka została przyjęta do służby w marynarce amerykańskiej 1 marca 1939 roku jako USS "Squalus" (SS-192), jednak 23 maja tego roku zatonęła podczas testów. Po wydobyciu okręt został przemianowany na „Sailfish” i brał następnie udział w II wojnie światowej na Pacyfiku.
Jednostka została po raz pierwszy przyjęta do służby w marynarce amerykańskiej 1 marca 1939 roku, jednak 23 maja tego samego roku uległa wypadkowi podczas testów zanurzenia na południe od wysp Isles of Shoals u wybrzeży USA koło Portsmouth i zatonęła wraz z załogą na głębokości 74 m. W efekcie zorganizowanej 24 maja akcji ratowniczej, przy wykorzystaniu najnowszego wówczas sprzętu – okrętu ratowniczego USS „Falcon” (ACR-2) z komorą ratunkową McCanna, udało się wydostać na powierzchnię i uratować wszystkich żyjących 33 członków załogi z 59 znajdujących się pod pokładem zatopionego okrętu. 26 osób zginęło w zatopionych przedziałach na rufie. Przyczyną zatonięcia było wadliwe działanie zaworu czerpni powietrza do przedziału maszynowego.
Po wydobyciu okrętu 13 września tego samego roku, jednostka została odholowana do Portsmouth, gdzie 15 listopada została oficjalnie wycofana ze służby i poddana remontowi. Koszt remontu wynosił 1,4 mln dolarów (prawie ¼ kosztu budowy). 9 lutego 1940 roku okręt został przemianowany na USS "Sailfish" (pol. żaglica), a 15 maja 1940 roku ponownie przyjęty do służby. Po wybuchu wojny na Pacyfiku, "Sailfish" wziął udział w działaniach podwodnych na tym akwenie, przeprowadzając łącznie 12 patroli bojowych. Operując z bazy Fremantle w Australii, a przede wszystkim z Pearl Harbor na Hawajach, zatopił według oficjalnych informacji siedem jednostek japońskich o łącznej pojemności 45 029 ton, w tym 4 grudnia 1943 roku lotniskowiec eskortowy „Chūyō”. Na pokładzie tego ostatniego znajdowało się m.in. 21 transportowanych do Japonii amerykańskich jeńców wojennych z zatopionego bliźniaczego okrętu podwodnego USS "Sculpin" (SS-191) (jeden przeżył zatopienie).
Został wycofany ze służby w miejscu zbudowania – Kittery 27 października 1945 roku. Sprzedany na złom w 1948 roku i pocięty w Filadelfii. Zachowano kiosk okrętu podwodnego jako pomnik w stoczni Portsmouth Naval Shipyard.